# Hwang Young-cho

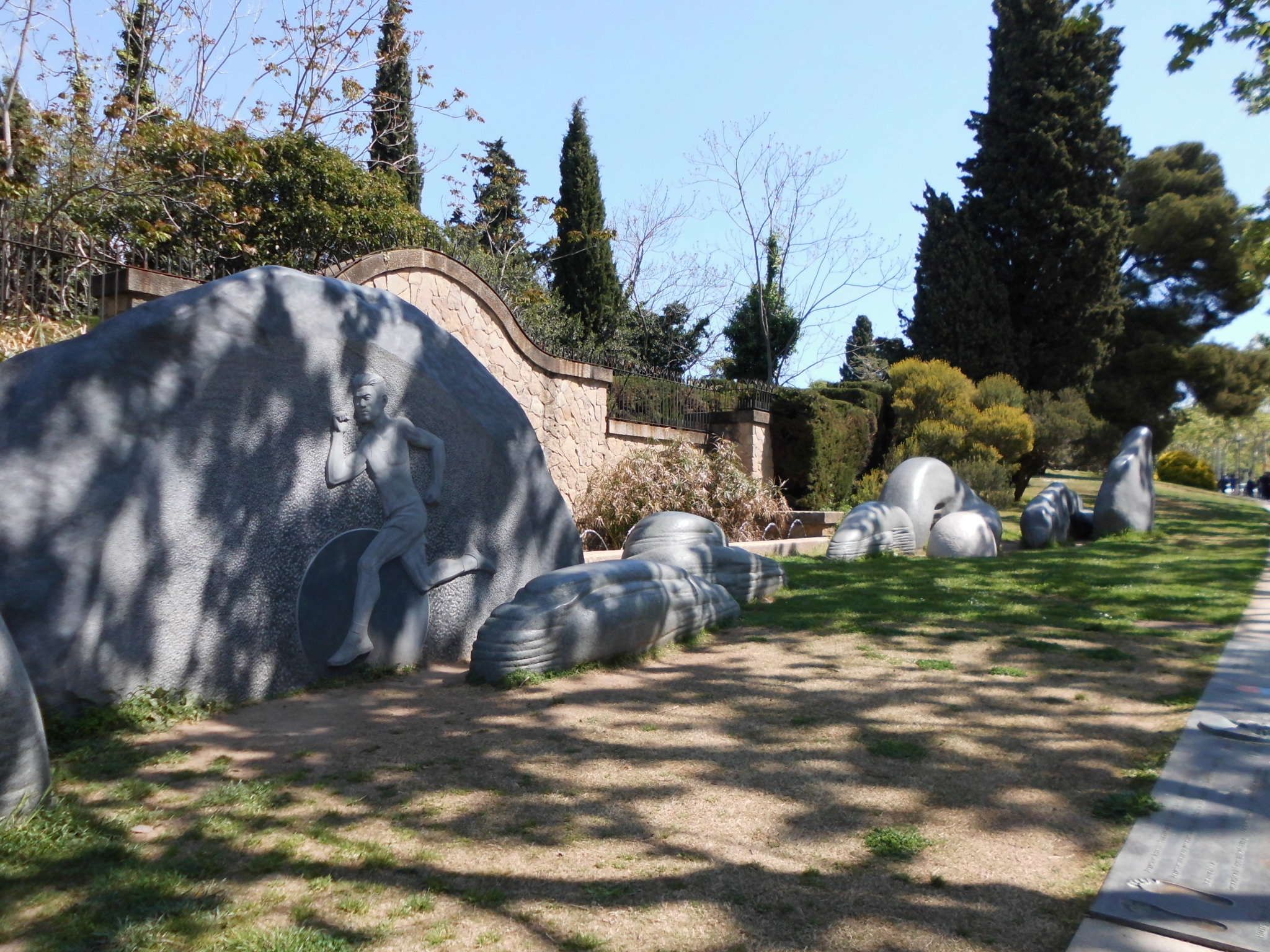
Monument dedicat a Hwang Young-cho davant de l'Estadi Olímpic de Montjuïc

Hwang Young-cho (Samcheok, 22 de març, 1970) és un ex atleta sud-coreà especialista en marató.
Tot i que començà en proves de pista, des de l'any 1991 s'especialitzà en marató. La marató de Barcelona 1992 era la seva quarta cursa en aquesta distància (de les que n'havia guanyat dues i havia estat segon en l'altra). Als Jocs s'endugué la medalla d'or. També guanyà la marató de la Universiada de Sheffield 1991 i dels Jocs Asiàtics d'Hiroshima de 1994. Una lesió l'obligà a retirar-se abans d'hora i no va poder participar en els Jocs de 1996.